# Elecciones estatales de Michoacán de 1998
Las elecciones estatales de Michoacán de 1998 se realizaron el domingo 8 de noviembre de 1998 de 1998 y en ellas se renovaron los siguientes cargos de elección popular del estado mexicano de Michoacán:
- 30 diputados del Congreso del Estado. Dieciocho diputados electos por mayoría relativa y doce designados mediante representación proporcional para integrar la LXVIII Legislatura.
- 113 ayuntamientos. Integrados por un presidente municipal y un grupo de regidores, electos para un periodo de tres años no reelegibles para el periodo inmediato.

## Resultados

### Congreso estatal
|  | 40.69 % |

|  | 33.15 % |

|  | 19.62 % |

|  | 2.85 % |

|  | 1.33 % |

|  | 2.32 % |

|  | 100 % |

### Ayuntamientos
|  | 40.98 % |

|  | 32.19 % |

|  | 20.50 % |

|  | 2.98 % |

|  | 1.15 % |

|  | 97.83 % |

|  | 2.17 % |